# NGC 5766
NGC 5766 је спирална галаксија у сазвежђу Вага која се налази на NGC листи објеката дубоког неба.
Деклинација објекта је - 21° 23' 36" а ректасцензија 14h 53m 9,5s. Привидна величина (магнитуда) објекта NGC 5766 износи 13,4 а фотографска магнитуда 14,2. NGC 5766 је још познат и под ознакама ESO 580-50, MCG -3-38-24, IRAS 14503-2111, PGC 53186.